# Diomede Falconio
Diomede Falconio (Pescocostanzo, 20 settembre 1842 – Roma, 8 febbraio 1917) è stato un cardinale e arcivescovo cattolico italiano.
Appartenne all'Ordine dei frati minori riformati.

## Biografia
Diomede Falconio nacque il 20 settembre 1842 a Pescocostanzo, provincia d'Abruzzo Ulteriore Primo (oggi Abruzzo) ed abbazia territoriale di Montecassino (oggi diocesi di Sulmona-Valva), nel Regno delle Due Sicilie (oggi Repubblica Italiana); figlio di Donato Antonio, un orefice, e di Maria Giacinta Buccigrossi, al battesimo gli venne imposto il nome di Angelo Raffaele Gennaro.

### Formazione e ministero sacerdotale
Il 2 settembre 1860 entrò, diciassettenne, nell'ordine francescano riformato adottando il nome religioso di Diomede da Pescocostanzo. Venne educato presso la casa di formazione dell'ordine nei conventi di Magliano de' Marsi e Carpineto della Nora e il 17 settembre 1861 professò i primi voti: emise i voti perpetui il 12 ottobre 1864.
L'anno successivo si trasferì negli Stati Uniti d'America, dove insegnò filosofia presso il St. Bonaventure's College di Allegany (New York), incarico che mantenne fino al 1871 (nell'anno accademico 1868-1869 fu anche presidente).
Ricevette l'ordinazione sacerdotale il 3 gennaio 1866, a Buffalo, per imposizione delle mani di John Timon, C.M., vescovo di Buffalo: si dedicò all'attività missionaria sull'isola di Terranova.
Ottenuta la cittadinanza statunitense, nel 1867 venne eletto segretario della provincia francescana americana dell'Immacolata Concezione. Tornò sull'isola di Terranova nel 1871 e venne nominato cancelliere e vicario generale della diocesi canadese di Harbour Grace: nel 1882 venne candidato anche alla carica di vescovo ma, a causa dell'ostilità dei fedeli di origine irlandese (la comunità nazionale maggiore) a un vescovo italiano, venne rinviato negli Stati Uniti, dove tornò a dedicarsi all'attività missionaria negli stati di New York e del Connecticut.
Tornò in Italia, dove venne eletto superiore della provincia francescana di San Bernardino (Abruzzo), carica che ricoprì tra il 1884 e il 1889, anno in cui venne nominato procuratore generale dell'ordine e visitatore per le province di Napoli e Puglia.

### Ministero episcopale
L'11 luglio 1892 papa Leone XIII lo nominò, quarantanovenne, vescovo di Lacedonia; succedette a Francesco Niola, trasferito alla sede arcidiocesana di Gaeta il 14 dicembre 1891. Ricevette la consacrazione episcopale il 17 luglio seguente, presso la basilica di Sant'Antonio da Padova all'Esquilino a Roma, per imposizione delle mani del cardinale Raffaele Monaco La Valletta, decano del Collegio Cardinalizio, assistito dai co-consacranti monsignori Antonio Maria Grasselli, O.F.M.Conv., arcivescovo titolare di Colossi e segretario della Congregazione della visita apostolica, e Tancredo Fausti, arcivescovo titolare di Seleucia Pieria. Come suo motto episcopale il neo vescovo Falconio scelse Deus meus et omnia, che tradotto vuol dire "Dio è il mio tutto".
Il 29 novembre 1895 papa Leone XIII lo promosse, cinquantatreenne, arcivescovo metropolita di Acerenza ed arcivescovo di Matera; succedette a Raffaele di Nonno, C.SS.R., deceduto il 23 giugno precedente.
Il 3 agosto 1899 papa Leone XIII lo nominò, cinquantaseienne, delegato apostolico in Canada; succedette a Rafael Merry del Val, che il 21 ottobre seguente sarebbe divenuto presidente della Pontificia Accademia Ecclesiastica. Il 30 settembre seguente venne anche trasferito alla sede arcivescovile titolare di Larissa.

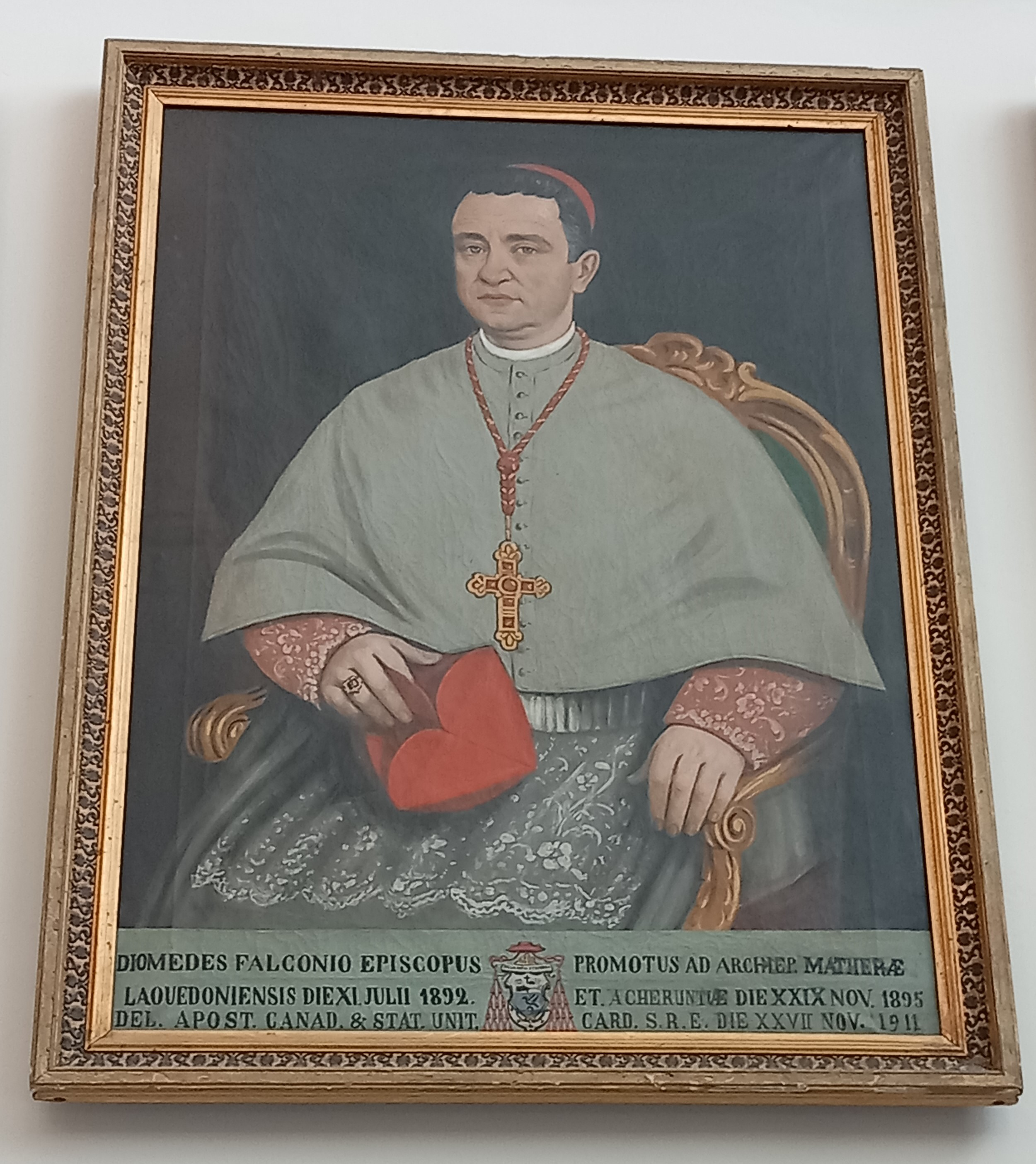
Ritratto di Diomede Falconio arcivescovo di Matera

Il 30 settembre 1902 papa Leone XIII lo trasferì, sessantenne, a capo della delegazione apostolica negli Stati Uniti d'America; succedette a Sebastiano Martinelli, O.E.S.A., creato cardinale il 15 aprile 1901. Qui si dedicò particolarmente ai problemi e alle esigenze spirituali delle minoranze linguistiche.

### Cardinalato
Papa Pio X lo elevò al rango di cardinale nel concistoro del 27 novembre 1911, all'età di sessantanove anni; il 30 novembre seguente gli venne assegnato il titolo cardinalizio di Santa Maria in Ara Coeli, vacante dal 17 aprile precedente, giorno della morte del cardinale Beniamino Cavicchioni, prefetto della Congregazione degli studi.
Il 25 maggio 1914 papa Pio X lo promosse all'ordine dei cardinali vescovi, settantunenne, assegnandogli la sede suburbicaria di Velletri poco dopo averla separata dalla sede suburbicaria di Ostia, propria del decano del collegio cardinalizio, dopo quasi otto secoli di unione (motu proprio Edita a nobis, 5 maggio 1914); succedette al cardinale Luigi Oreglia di Santo Stefano, deceduto il 7 dicembre 1913.
Il 26 febbraio 1916 papa Benedetto XV lo nominò, settantatreenne, prefetto della Congregazione per i Religiosi; succedette al cardinale Domenico Serafini, Cong.Subl. O.S.B., trasferito contestualmente a capo della Congregazione di Propaganda Fide.
Morì l'8 febbraio 1917 a Roma, all'età di settantaquattro anni. Al termine dei solenni funerali, la salma fu traslata presso la chiesa di Gesù e Maria di Pescocostanzo.

## Genealogia episcopale e successione apostolica
La genealogia episcopale è:
- Cardinale Scipione Rebiba
- Cardinale Giulio Antonio Santori
- Cardinale Girolamo Bernerio, O.P.
- Arcivescovo Galeazzo Sanvitale
- Cardinale Ludovico Ludovisi
- Cardinale Luigi Caetani
- Cardinale Ulderico Carpegna

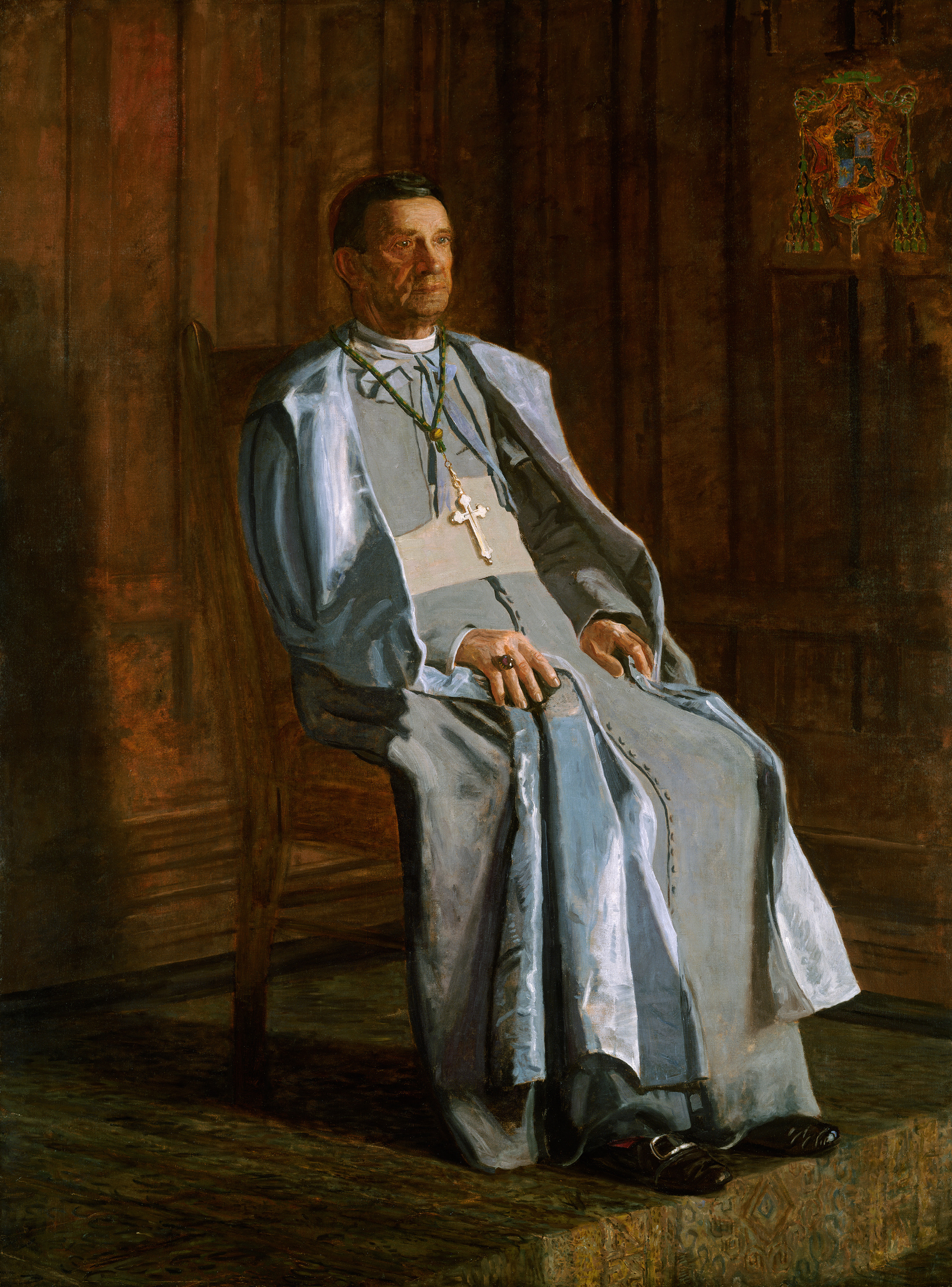
Thomas Eakins, Arcivescovo Diomede Falconio (1905); olio su tela, 183,2x137,7 cm, National Gallery of Art, Washington

- Cardinale Paluzzo Paluzzi Altieri degli Albertoni
- Papa Benedetto XIII
- Papa Benedetto XIV
- Cardinale Enrico Enriquez
- Arcivescovo Manuel Quintano Bonifaz
- Cardinale Buenaventura Córdoba Espinosa de la Cerda
- Cardinale Giuseppe Maria Doria Pamphilj
- Papa Pio VIII
- Papa Pio IX
- Cardinale Raffaele Monaco La Valletta
- Cardinale Diomede Angelo Raffaele Gennaro Falconio, O.F.M.Ref.

La successione apostolica è:
- Vescovo John Bernard Delany (1904)
- Vescovo Augustine Francis Schinner (1905)
- Vescovo George Albert Guertin (1907)
- Vescovo Laureano Vérez de Acevedo, S.I. (1908)
- Vescovo Edmund Michael Dunne (1909)
- Vescovo John Bernard MacGinley (1910)
- Vescovo Joseph Chartrand (1910)
- Vescovo John Ward (1911)
- Vescovo Rocco Caliandro (1912)
- Vescovo Alojzije Stjepan Mišić, O.F.M. (1912)
- Vescovo Emmanuel Josip Stepan Garić, O.F.M. (1913)
- Arcivescovo John Thomas McNally (1913)
- Vescovo Charles Warren Currier (1913)
- Vescovo Giovanni Onorato Carcaterra, O.F.M. (1914)
- Vescovo Pacifico Monza, O.F.M. (1915)
- Vescovo Nicola Rotoli, O.F.M. (1916)